# Frysihjältjärnarna (mellersta)
Frysihjältjärnarna är en sjö i Ljusdals kommun i Hälsingland och ingår i Ljusnans huvudavrinningsområde.